# DABUS
Pour la rivière éthiopienne, voir Dabus.
 (juin 2022).
DABUS (Device for the Autonomous Bootstrapping of Unified Sentience) est un système d'intelligence artificielle (IA) créé par Stephen Thaler. DABUS aurait conçu deux inventions. Le dépôt de demandes de brevet désignant DABUS comme inventeur a conduit des offices des brevets et des tribunaux à statuer sur la possibilité d'accorder un brevet pour une invention conçue par une IA.

## Le logiciel DABUS et ses inventions
Le nom du logiciel DABUS est l'acronyme de Device for the Autonomous Bootstrapping of Unified Sentience (« Dispositif de démarrage autonome d'une sentience unifiée »),. Son créateur, Stephen Tahler, affirme que cette intelligence artificielle a généré la base de deux inventions, un récipient basé sur la géométrie fractale, et une « flamme neuronale », une source de lumière imitant l'activité cérébrale afin de former un signal attirant plus facilement l'attention d'une personne lors d'une situation d'urgence,. Avec l'aide de l'Artificial Inventor Project , qui l'associe à divers universitaires et autres spécialistes du droit de la propriété industrielle, aide Thaler à déposer des demandes de brevet indiquant DABUS comme inventeur dans une douzaine de juridictions. Le but avoué de cette démarche est de tester l'ouverture des systèmes de brevets existants aux inventions réalisées entièrement ou principalement par des intelligences artificielles,.

## Décision des différentes juridictions

### Australie
Le 17 septembre 2019, Thaler dépose un brevet pour un « récipient alimentaire » ainsi que des « dispositifs et des méthodes destinés à attirer une attention accrue », désignant DABUS comme inventeur. Le 21 septembre 2020, IP Australia, l'office australien de la propriété intellectuelle, constate que l'article 15(1) du Patent Act, la loi australienne sur les brevets, est incompatible avec la désignation d'une IA comme inventeur, rendant caduque la demande de Thaler. Thaler demande alors la révision judiciaire de cette décision, ce qui lui accorde la Cour fédérale australienne le 30 juillet 2021, ordonnant à IP Australia d'examiner à nouveau le dépôt. En réponse, le 30 août 2021, IP Australia annonce faire appel de la décision de la Cour fédérale. À la suite de cet appel, la Cour fédérale, dans une capacité élargie (Full Federal Court), renverse la décision précédente, interprétant la loi australienne comme impliquant qu'un inventeur nommé sur une demande de brevet doit disposer de la capacité juridique. La plus haute juridiction du pays, la Haute Cour d'Australie, confirme ensuite cette décision en refusant l'autorisation spéciale demandée par le Dr Thaler pour faire appel devant elle,.

### Office européen des brevets
Avec les mêmes fondements que l'UPSTO (voi infra), l'Office européen des brevets (OEB) rejette deux demandes de brevet européen désignant DABUS comme inventeur,. En août 2020, ces deux décisions font l'objet d'un appel ; la Chambre de recours de l'OEB confirme le rejet des demandes de brevets en 2022. Les membres de la chambre en analysant la Convention sur le brevet européen déduisent que selon celle-ci, l'inventeur nommé dans doit être une personne disposant de la capacité juridique, et donc une personne humaine,.

### Suisse
De la même manière, Thaler a déposé, le 13 avril 2021, une demande de brevet auprès de l’Institut Fédéral de la Propriété Intellectuelle (IPI).  L’IPI ayant refusé l’inscription, Thaler a fait recours devant le Tribunal administratif fédéral (TAF). Subsidiairement à sa requête principale, il a demandé l’octroi du brevet sans mention de l’inventeur ou, plus subsidiairement encore, avec le requérant au titre d’inventeur. Par arrêt du 26 juin 2025, le TAF a rejeté son recours sur les deux premiers points, mais l'a admis sur le troisième. Si seule une personne physique peut être indiquée comme inventrice dans une demande de brevet, la Cour a toutefois reconnu que l’inventeur est aussi celui qui contribue de manière substantielle au processus de traitement des données de l’IA, qui reconnaît dans le résultat une invention digne d’être protégée et qui requiert cette protection.

### Royaume-Uni
Thaler dépose des demandes similaires auprès de l'IPO, l'Office de la propriété intellectuelle britannique, les 17 octobre et 7 novembre 2018, y désignant DABUS comme inventeur.
Sa demande est rejetée au motif que : (1) nommer une machine en tant qu'inventeur ne répond pas aux exigences du Patent Act de 1977; et (2) l'IPO ne se satisfait pas de l'acquisition par Thaler de droit appartenant à un inventeur tiers. Thaler effectue un recours auprès d'un conseiller-auditeur de l'IPO contre cette décision mais son recours se voit rejeté le 4 décembre 2019.
Thaler interjette alors appel de la décision du conseiller-auditeur auprès de la Patent Court, une juridiction de la Haute Cour de justice statuant sur les litiges en matière de brevets). Le 21 septembre 2020, le juge Marcus Smith confirme la décision du conseiller-auditeur. Le 21 septembre 2021, un nouvel appel de Thaler devant la Cour d'appel a été rejeté par Arnold LJ et Laing LJ (Birss LJ étant dissident). La Cour suprême du Royaume-Uni confirme cette décision en décembre 2023.

### États-Unis
L'United States Patent and Trademark Office refuse les demandes de brevet de Thaler, estimant que seules les personnes physiques peuvent être désignées comme inventeurs,. Thaler dépose une plainte contre cette décision en vertu de la loi sur la procédure administrative (Administrative Procedure Act)  alléguant que la décision était « arbitraire, capricieuse, un abus de pouvoir discrétionnaire et non conforme à la loi ; non étayée par des preuves substantielles et excédant l'autorité statutaire des défendeurs. » Un mois plus tard, le 19 août 2019, Thaler dépose une requête auprès de l'USPTO, comme le permet le 37 CFR § 1.181 indiquant que DABUS devrait être l'inventeur. Dans ce cadre, le juge convient avec Thaler que ce dernier n'est pas en mesure de recevoir le brevet au nom de DABUS. En octobre 2022, la Cour d'appel des États-Unis pour le circuit fédéral confirme la décision de rejet des demandes de brevets de l'USPTO, affirmant également qu'inventeur cité sur une demande de brevet doit nécessairement être une personne physique. Thaler tente ensuite de faire renverser cette décision par la Cour suprême des États-Unis, mais celle-ci décline l'examen de l'appel.
En février 2023, Thaler se voit refuser le bénéfice du droit d'auteur pour une image modifiée par DABUS par le Bureau de la propriété intellectuelle (Copyright office) de la Bibliothèque du congrès, argumentant qu'il ne pouvait prévoir le résultat qu'il obtiendrait avec les entrées fournies à son logiciel. Le 18 août 2023, ce résultat est confirmé par la juge fédérale Beryl Howell.

### Nouvelle-Zélande
Le 31 janvier 2022, l'office de la propriété intellectuelle de Nouvelle-Zélande (IPONZ) décide de la nullité des de la demande de brevet de Thalmer au motif de l'absence de désignation d'inventeur. L'IPONZ affirme que DABUS ne peut pas être le « concepteur réel de l'invention » comme l'exige le Patent Act de 2013 car il doit s'agir d'une personne physique. La Haute Cour de Nouvelle-Zélande confirme cette décision en 2023.

### Afrique du Sud
En juillet 2021, l'Office des brevets d'Afrique du Sud délivre un brevet dans lequel DABUS est indiqué comme inventeur, faisant ainsi du pays le premier à évaluer positivement une demande de ce type. La portée de cette décision est cependant limitée par le fait que l'Afrique du Sud n'effectue pas d'examen substantif des demandes de brevet, c'est-à-dire que celles-ci sont systématiquement accordées à condition de remplir certains critères formels,.